# Brighton (condado de Kenosha, Wisconsin)
Brighton es un pueblo ubicado en el condado de Kenosha en el estado estadounidense de Wisconsin. En el Censo de 2010 tenía una población de 1.456 habitantes y una densidad poblacional de 15,69 personas por km².

## Geografía
Brighton se encuentra ubicado en las coordenadas 42°37′43″N 88°8′51″O / 42.62861, -88.14750. Según la Oficina del Censo de los Estados Unidos, Brighton tiene una superficie total de 92.81 km², de la cual 92.3 km² corresponden a tierra firme y (0.55%) 0.51 km² es agua.

## Demografía
Según el censo de 2010, había 1.456 personas residiendo en Brighton. La densidad de población era de 15,69 hab./km². De los 1.456 habitantes, Brighton estaba compuesto por el 98.08% blancos, el 0.48% eran afroamericanos, el 0% eran amerindios, el 0.55% eran asiáticos, el 0% eran isleños del Pacífico, el 0.27% eran de otras razas y el 0.62% pertenecían a dos o más razas. Del total de la población el 1.72% eran hispanos o latinos de cualquier raza.